# Luchthaven Cadjehoun
Luchthaven Cadjehoun (Frans: Aéroport international cardinal Bernardin Gantin de Cotonou Cadjehoun, IATA: COO, ICAO: DBBB) is de luchthaven van Cotonou, de hoofdstad van Benin.
In 2004 bediende de luchthaven 301.493 passagiers, in 2013 was dit gestegen tot 476.677 passagiers. Als eerbetoon aan kardinaal Bernardin Gantin werd zijn naam in de luchthavennaam opgenomen.
Op 25 december 2003 crashte UTA vlucht 141 in de Baai van Benin, waarbij 151 van de 163 inzittenden gedood werden, de meeste van hen Libanees.

## Luchtvaartmaatschappijen en Bestemmingen
- Afriqiyah Airways - Douala, Niamey, Tripoli
- Air Burkina - Libreville, Lomé, Ouagadougou, Pointe-Noire
- Air France - Parijs-Charles de Gaulle
- Air Ivoire - Abidjan, Brazzaville, Dakar, Douala, Libreville
- Air Mali - Bamako, Libreville
- Arik Air - Dakar, Lagos
- Benin Golf Air - Abidjan, Bamako, Bangui, Brazzaville, Conakry, Dakar, Douala, Kinshasa, Libreville, Lomé, Malabo, Pointe-Noire
- Brussels Airlines - Brussel
- Ethiopian Airlines (uitgevoerd door ASKY Airlines) - Brazzaville, Lomé
- Interair South Africa - Bangui, Bamako, Brazzaville, Douala, Johannesburg, Libreville, Ouagadougou, Point-Noire
- Kenya Airways - Nairobi, N'Djamena
- Royal Air Maroc - Casablanca
- Toumai Air Tchad - Bangui, Douala, N'Djamena
- Trans Air Congo - Brazzaville, Pointe-Noire